# Jan Mařák
Jan Mařák (* 2. Mai 1870 in Dunakész, Königreich Ungarn; † 21. Oktober 1932 in Prag) war ein tschechisch-ungarischer Violinist und Pädagoge.

## Leben
Mařáks Vater war Tscheche, die Mutter Ungarin. Schon als Kind zeigte er große musikalische Begabung. In den Jahren 1882–1889 studierte er am Prager Konservatorium Geige bei Antonín Bennewitz. Nach seiner Ausbildung wirkte er kurze Zeit als Konzertmeister am städtischen Theater in Königsberg. 1892–1897 war er Konzertmeister am Prager Nationaltheater.
1897 wurde er zum Professor am Prager Konservatorium ernannt. Er unterrichtete hauptsächlich nach der Ševčík-Methode. Zu seinen zahlreichen Schülern zählen z. B. die Geiger Váša Příhoda, Kitty Červenková, Andreina Paganini (Enkelin von Niccolò Paganini), Anna Serbousková, Konzertmeister der Tschechischen Philharmonie Stanislav Novák oder der Dirigent Václav Talich.
Mařák wurde auch bekannt als Herausgeber von technischen Studien, Schriften zur Geigenpädagogik oder als Bearbeiter bekannter Kompositionen für die Violine; die 10-bändige Reihe „Classique et moderne“, erschien im Prager Verlag M. Urbánek. Sein Buch über die Violine, das ihre Entwicklung, die Geschichte des Geigenbaus und des Geigenspiels behandelt, erlebte drei Auflagen: 1923, 1941 und 1944.
Mařák war Bruder des Opernsängers Otakar Mařák und der Harfenistin Jiřina Mařáková-Schulzová und Neffe des Malers Julius Mařák.